# Protohistoire de l'Algérie

Carte du monde décrit par Hérodote dans son Enquête.

La protohistoire de l'Algérie commence au moment où des auteurs étrangers parlent de ce territoire. L'historien grec Hérodote semble être le premier auteur ayant étudié la période. La protohistoire de l'Algérie s'achève avec la conquête romaine.

## Les Berbères
Certains rattachent les Berbères (dont les Numides) au Capsien, culture du Mésolithique.

### Hérodote (-480 à -425)
Hérodote, le « père de l'Histoire », énumère les peuples de « Libye » de l'Égypte à l'océan Atlantique (livre IV, paragraphe 168-CLXVIII à 199-CXCIX) :
   
« Voici l'ordre dans lequel on trouve les peuples de la Libye, à commencer depuis l'Égypte ». La liste suivante s'est limitée à la région allant de la Tunisie actuelle (ou de la Tripolitaine) à l'Atlantique.
- CLXXVIII (178) : le fleuve « Triton, fleuve considérable qui se jette dans un grand lac nommé Tritonis, où l'on voit l'île de Phia » (La localisation de ce lac auquel se rattachent de nombreuses légendes a varié selon les auteurs : il correspondrait soit à la Petite Syrte, soit à la dépression du Chott el-Jérid[3] au Chott Melrhir[4]).
- CLXXIX (179) : Hérodote rappelle un passage du mythe de Jason et des Argonautes qui, parti de Grèce, avaient été poussés sur les côtes libyques, dans les bas fonds du fleuve Triton. Ils y reçoivent l'aide du dieu Triton.

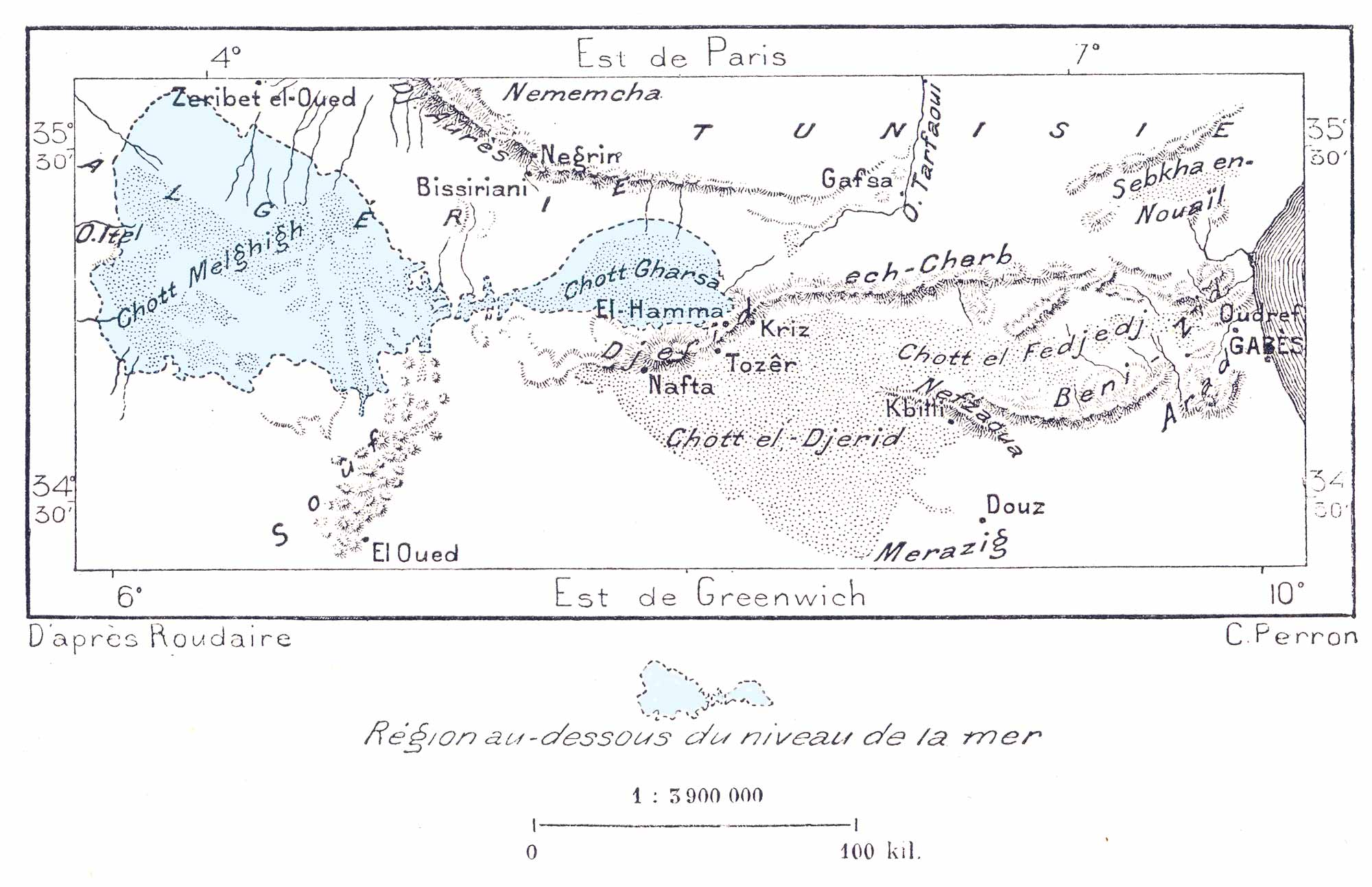
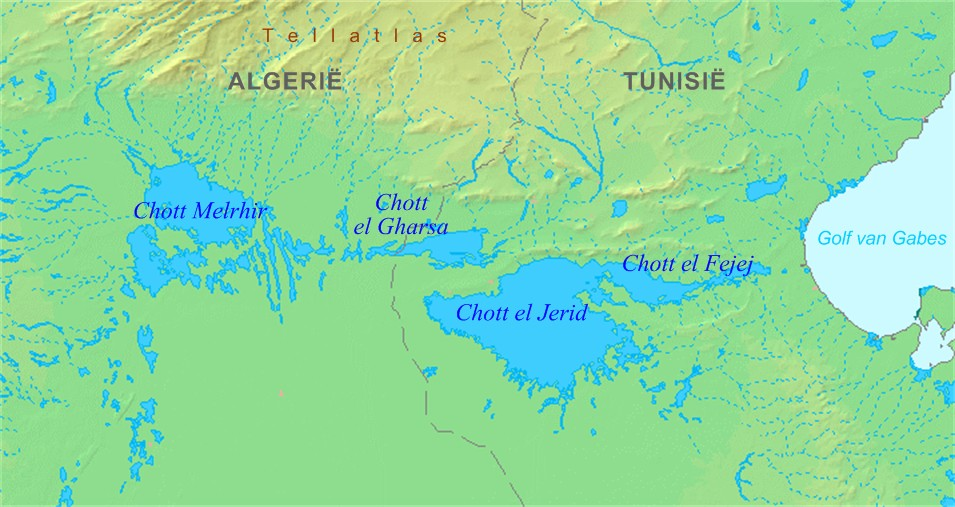
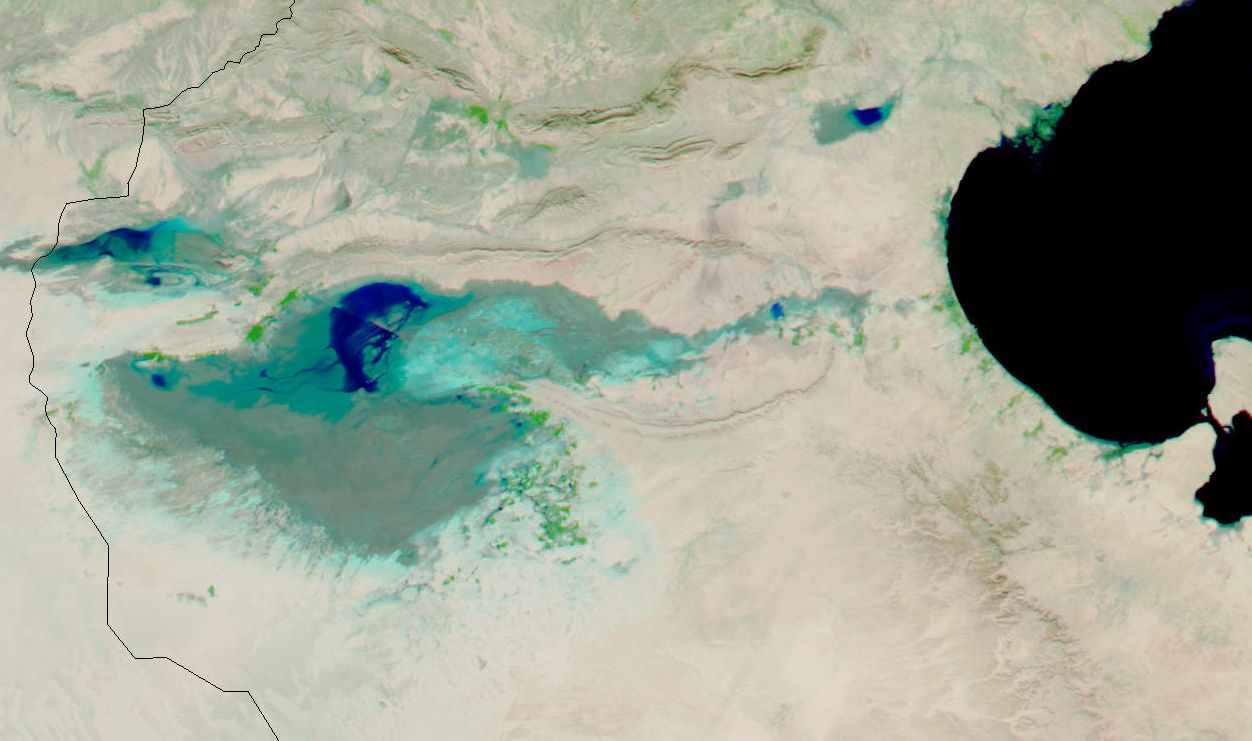

- CLXXX (180) : les Auséens sont le premier peuple côtier à l'ouest du fleuve. Les Auséens laissent croître leurs cheveux « sur le devant. Dans une fête que ces peuples célèbrent tous les ans en l'honneur d'Athéna, les filles, partagées en deux troupes, se battent les unes contre les autres à coups de pierres et de bâtons. Elles disent que ces rites ont été institués par leurs pères en l'honneur de la déesse née dans leur pays, que nous appelons Athéna ; et elles donnent le nom de fausses vierges à celles qui meurent de leurs blessures. Mais, avant que de cesser le combat, elles revêtent d'une armure complète à la grecque celle qui, de l'aveu de toutes, s'est le plus distinguée; et, lui ayant mis aussi sur la tête un casque à la corinthienne, elles la font monter sur un char, et la promènent autour du lac. Je ne sais de quelle façon ils armaient autrefois leurs filles, avant que les Grecs eussent établi des colonies autour d'eux. Je pense cependant que c'était à la manière des Égyptiens. Je suis en effet d'avis que le bouclier et le casque sont venus d'Égypte chez les Grecs. Ils prétendent que Athéna est fille de Poséidon et de la nymphe du lac Tritonis, et qu'ayant eu quelque sujet de plainte contre son père, elle se donna à Zeus, qui l'adopta pour sa fille. Les femmes sont en commun chez ces peuples ; elles ne demeurent point avec les hommes, et ceux-ci les voient à la manière des bêtes. Les enfants sont élevés par leurs mères : quand ils sont grands, on les mène à l'assemblée que les hommes tiennent tous les trois mois. Celui à qui un enfant ressemble passe pour en être le père. »
- CLXXXIII (183) : Hérodote passe à l'intérieur des terres : « À dix autres journées du territoire d'Augiles, on rencontre une autre colline de sel avec de l'eau, et une grande quantité de palmiers portant du fruit, comme dans les autres endroits dont on vient de parler. Les Garamantes, nation fort nombreuse, habitent ce pays. Ils répandent de la terre sur le sel, et sèment ensuite. Il n'y a pas loin de là chez les Lotophages ; mais, du pays de ceux-ci, il y a trente journées de chemin jusqu'à celui où l'on voit ces sortes de bœufs qui paissent en marchant à reculons. Ces animaux paissent de la sorte parce qu'ils ont les cornes rabattues en devant, et c'est pour cela qu'ils vont à reculons quand ils paissent ; car ils ne peuvent alors marcher en avant, attendu que leurs cornes s'enfonceraient dans la terre. Ils ne diffèrent des autres bœufs qu'en cela, et en ce qu'ils ont le cuir plus épais et plus souple. Ces Garamantes font la chasse aux Troglodytes-Éthiopiens ; ils se servent pour cela de chars à quatre chevaux. Les Troglodytes-Éthiopiens sont, en effet, les plus légers et les plus vites de tous les peuples dont nous ayons jamais ouï parler. Ils vivent de serpents, de lézards et autres reptiles ; ils parlent une langue qui n'a rien de commun avec celles des autres nations ; on croit entendre le cri des chauves-souris. » (Les Garamantes sont des pasteurs du Fezzan sont vraisemblablement ceux que l'on voit sur les fresques du Tassili au milieu de leurs bœufs à cornes recourbées[3]).
- CLXXXIV (184) : Hérodote continue vers l'ouest : « À dix journées pareillement des Garamantes, on trouve une autre colline de sel, avec une fontaine et des hommes à l'entour : ils s'appellent Atarantes, et sont les seuls hommes que je sache n'avoir point de nom. Réunis en corps de nation, ils s'appellent Atarantes ; mais les individus n'ont point de noms qui les distinguent les uns des autres. Ils maudissent le soleil lorsqu'il est à son plus haut point d'élévation et de force, et lui disent toutes sortes d'injures, parce qu'il les brûle, ainsi que le pays (Les Atarantes était un peuple du Fezzan et peut-être le massif du Tassili. Il était très probablement d'ethnie berbère. Son nom doit se rapprocher du berbère adrar signifiant « montagne »[3]).

À dix autres journées de chemin, on rencontre une autre colline de sel, avec de l'eau et des habitants aux environs. Le mont Atlas touche à cette colline. Il est étroit et rond de tous côtés, mais si haut, qu'il est, dit-on, impossible d'en voir le sommet, à cause des nuages dont il est toujours couvert l'été comme l'hiver. Les habitants du pays disent que c'est une colonne du ciel. Ils ont pris de cette montagne le nom d'Atlantes, et l'on dit qu'ils ne mangent de rien qui ait eu vie, et qu'ils n'ont jamais de songes » (Les Atlantes d'Hérodote ne désignent pas ici les habitants de l'Atlantide platonicienne ; ce sont les tribus habitant les contreforts du mont Atlas, à l'extrême ouest du Maghreb. Hérodote cependant étend manifestement leur habitat loin vers l'est).
- CLXXXV (185) : « Je connais le nom de ceux qui habitent cette élévation jusqu'aux Atlantes ; mais je n'en puis dire autant de ceux qui sont au-delà. Cette élévation s'étend jusqu'aux Colonnes d'Hercule, et même par delà. De dix journées en dix journées, on y trouve des mines de sel et des habitants. Les maisons de tous ces peuples sont bâties de quartiers de sel : il ne pleut en effet jamais dans cette partie de la Libye ; autrement les murailles des maisons, étant de sel, tomberaient bientôt en ruine. On tire de ces mines deux sortes de sel, l'un blanc, et l'autre couleur de pourpre. Au-dessus de cette élévation sablonneuse, vers le midi et l'intérieur de la Libye, on ne trouve qu'un affreux désert, où il n'y a ni eau, ni bois, ni bêtes sauvages, et où il ne tombe ni pluie ni rosée. »
- CLXXXVI (186) et CLXXXVII (187) : Hérodote précise que les Libyens qui sont à l'est du lac Tritonis sont nomades alors que ceux qui sont à l'ouest ne le sont pas ; « ils n'ont point les mêmes usages. »
- CLXXXVIII (188) : Hérodote aborde la religion : « Tous les Libyens font des sacrifices à ces deux divinités [Soleil et Lune] ; cependant ceux qui habitent sur les bords du lac Tritonis en offrent aussi à Athéna, ensuite au Triton et à Poséidon. »
- CXCI (191) : Hérodote revient sur la côte : « À l'ouest du fleuve Triton, les Libyens laboureurs touchent aux Auséens ; ils ont des maisons, et se nomment Maxyes. Ils laissent croître leurs cheveux sur le côté droit de la tête, rasent le côté gauche, et se peignent le corps avec du vermillon. Ils se disent descendants des Troyens. Le pays qu'ils habitent, ainsi que le reste de la Libye occidentale, est beaucoup plus rempli de bêtes sauvages, et couvert de bois, que celui des nomades ; car la partie de la Libye orientale qu'habitent les nomades est basse et sablonneuse jusqu'au fleuve Triton. Mais depuis ce fleuve, en allant vers le couchant, le pays occupé par les laboureurs est très montagneux, couvert de bois et plein de bêtes sauvages. C'est dans cette partie occidentale de la Libye que se trouvent les serpents d'une grandeur prodigieuse, les lions, les éléphants, les ours, les aspics, les ânes qui ont des cornes [note du traducteur : Aristote parle d'ânes qui n'ont qu'une corne : c'est l'âne d'Inde. Mais, comme il n'en parle que sur le rapport d'autrui, il a dû puiser cette information dans Ctésias (Histoire de l'Inde). Cet âne de Ctésias me paraît fabuleux ; celui d'Hérodote ne me le paraît pas moins], les cynocéphales (têtes de chien) et les acéphales (sans tête), qui ont, si l'on en croit les Libyens, les yeux sur la poitrine. On y voit aussi des hommes et des femmes sauvages, et une multitude d'autres bêtes féroces, qui existent réellement (Les Maxyes sédentaires occupaient les rivages de la Tunisie actuelle. Ils s'enduisaient le corps de vermillon, probablement au cours de certaines cérémonies et non chaque jour, comme le dit Hérodote[3]). »
- CXCII (192) : Hérodote liste les animaux de Libye orientale et précise qu'il « n'y a ni sangliers ni cerfs en Libye. »
- CXCIII (193) : À l'ouest des Maxyes, il y a les Zauèces ; « quand ils sont en guerre, les femmes conduisent les chars. »
- CXCIV (194) : « Les Gyzantes habitent immédiatement après les Zauèces. Les abeilles font dans leur pays une prodigieuse quantité de miel ; mais on dit qu'il s'y en fait beaucoup plus encore par les mains et l'industrie des hommes. Les Gyzantes se peignent tous avec du vermillon, et mangent des singes ; ces animaux sont très communs dans leurs montagnes. »
- CXCV (195) : « Auprès de ce pays est, au rapport des Carthaginois, une île fort étroite, appelée Cyraunis ; elle a deux cents stades de long. On y passe aisément du continent ; elle est toute couverte d'oliviers et de vignes. Il y a dans cette île un lac, de la vase duquel les filles du pays tirent des paillettes d'or avec des plumes d'oiseaux frottées de poix. J'ignore si le fait est vrai ; je me contente de rapporter ce qu'on dit : au reste, ce récit pourrait être vrai, surtout après avoir été témoin moi-même de la manière dont on tire la poix d'un lac de Zacynthe. Cette île renferme plusieurs lacs : le plus grand a soixante-dix pieds en tout sens, sur deux orgyies de profondeur. On enfonce dans ce lac une perche à l'extrémité de laquelle est attachée une branche de myrte ; on retire ensuite cette branche avec de la poix qui a l'odeur du bitume, mais qui d'ailleurs vaut mieux que celle de Piérie. On jette cette poix dans une fosse creusée près du lac ; et, quand on y en a amassé une quantité considérable, on la retire de la fosse pour la mettre dans des amphores. Tout ce qui tombe dans le lac passe sous terre, et reparaît quelque temps après dans la mer, quoiqu'elle soit éloignée du lac d'environ quatre stades. Ainsi ce qu'on raconte de l'île qui est près de la Libye peut être vrai. »
- CXCVII (197) : « Tels sont les peuples de Libye dont je peux dire les noms. [...] J'ajoute que ce pays est habité par quatre nations, et qu'autant que je puis le savoir, il n'y en a pas davantage. De ces quatre nations, deux sont indigènes et deux sont étrangères. Les indigènes sont les Libyens et les Éthiopiens. Ceux-là habitent la partie de la Libye qui est au nord, et ceux-ci celle qui est au midi : les deux nations étrangères sont les Phéniciens et les Grecs. »

### La langue libyque

#### L'alphabet Tifinagh
L'invention de cet alphabet signe définitivement la fin de la protohistoire des Berbères.

## Les Phéniciens

Les routes commerciales des Phéniciens

Les Phéniciens établissent une série de comptoirs qui vont jouer un rôle important dans le commerce en Méditerranée et les échanges d'idées et de communications[réf. nécessaire] :
- Alger (ancienne Ikosim)[5],
- Annaba (ancienne Hippone),
- Azeffoun  (ancienne Rusazus)
- Béjaïa (ancienne Saldae)[6],
- Bethioua (ancienne cité phénicienne),
- Cherchell (ancienne Iol, ou Jol / ancienne Caesarea romaine),
- Collo (ancienne Chullu),
- Dellys (en compétition avec Tigzirt pour la localisation de l'ancienne Rusucurru, Rusuccuro ou Rusucurum),
- Djinet (ancienne Kissi)[7],
- Jijel (ancienne Igilgili),
- Skikda (ancienne Rusicada),
- Tamentfoust (ancienne Rusgunia)[8],
- Ténès (ancienne Cartennas ou Cartennae),
- Tigzirt (en compétition avec Dellys pour la localisation de l'ancienne Rusucurru, Rusuccuro ou Rusucurum / ancienne Iomnium romaine),
- Tipaza (ancienne Tifesh)[9].

### Hippone
Hippo Regius (Annaba),est une agglomération punique prospère, alliée de Carthage au XIe siècle avant notre ère.

### Tifesh
Tifesh (phénicien: 𐤈𐤐𐤏𐤕𐤍), Tipasa est un comptoir punique, dont la nécropole est l'une des plus anciennes et des plus étendues du monde punique, construit  en VIe siècle avant notre ère.

## Les Grecs

### Hérodote en Afrique du Nord
L'historien Hérodote est l'un des premiers dont l'étude sur le Maghreb nous soit parvenue. Dans le livre IV de ses Histoires (paragraphe 168-CLXVIII à 199-CXCIX), il liste les peuples qui habitent la côte de Cyrène à l'Atlantique.